# Гумендженска българска община
Гумендженската българска община е гражданско-църковно сдружение на българите екзархисти в Гумендже, Османската империя, съществувало от 1875 година до 1913 година, когато е закрито след Междусъюзническата война от новите гръцки власти.

## История
В 1873 – 1875 година учител в българското училище в Гумендже е Никола Манов от Пирот, който въвежда звучния метод на обучение, а след него учителства Вениамин Мачуковски, а в 1876 – 1878 година кукушанецът Христо Бучков. Българското училище в Гумендже успява да оцелее през Руско-турската война, а веднага след нея за учебната 1878 – 1879 година е назначен за учител от Екзархията Христо Д. Урумов, който остава три години, подпомаган от общинския учител Гоно Пейков. Властите обаче изпращат и двамата на заточение и учители стават Христо Бандулов (1881 – 1883) и кукушанецът Нано Пандов (1883 – 1885). Училището става класно в 1885 година при учителите Иван Попставрев и Димитър Шалдев.
През май 1885 година българската община в Гумендже, в която влизат Димо С. Румелиев, Христо Хаджистоянов, Христо И. Кълдиев, моли Екзархията да се застъпи пред портата за официалното ѝ признаване от местната власт, за да може решенията ѝ по църковните въпроси да имат задължителна сила. Общината изпитва силни трудности в борбата срещу гръцката община и срещу униатската пропаганда и двамата български свещеници Иван Батанджиев и Иван Сребринов са в голяма материална нужда. Гъркоманската община, подкрепена от гръцкия владика, „всякога надвивала българите пред властите, отнемала недвижимотта и доходите и пр.“ Екзархията съветва гумендженските българи, че трябва да работят за това да се убедят гъркоманските им събратя да образуват единна българска община.
От 1890/1891 до 1893/1894 година включително главен учител във Второкласното българско училище в Гумендже е Григор Попдимитров. Гумендженската община ръководи цялата българска просветна дейност в околията, а главният учител в града е и ревизор на българските училища чак до 1892/1893 година, когато в Енидже Вардар се открива българско училище и българска община.
През учебната 1911/1912 година училището, носещо името „Братя Миладинови“, е трикласно. Главен учител е Лазар Серафимов, учители са Мария Йочкова, Елена Николова, Мария Костова, Григор Димитров, Божик Атанасов, Георги Иванов, Иван Динев и Мария Ярцева.
- Ведомост за заплатите на учителите и учителките при Гумендженското училище, септември 1911, с. 1
- Ведомост за заплатите на учителите и учителките при Гумендженското училище, септември 1911, с. 1 гръб
- Ведомост за заплатите на учителите и учителките при Гумендженското училище, септември 1911 год., с. 2